# Casa de la cinci drumuri
Casa de la cinci drumuri este o clădire monument istoric din municipiul Iași, localizată pe Str. Elena Doamna nr. 15. Ea a fost construită în anul 1820 în cartierul ieșean Târgu Cucului. În prezent, aici se află sediul Comunității Evreilor din Iași.
"Casa de la cinci drumuri“, Sediul Comunității evreilor, a fost inclusă pe Lista monumentelor istorice din județul Iași din anul 2015, având codul de clasificare  IS-II-m-B-03861.

## Istoric
Casa de la cinci drumuri a fost, se pare, construită în jurul anului 1820 de către boierul Luca. A avut, pe lângă funcțiunea de locuință, și pe cea de școală primară, cu sală de gimnastică.
În prezent, în această clădire se află sediul Comunității Evreilor din Iași și Restaurantul ritualic evreiesc.

## Imagini

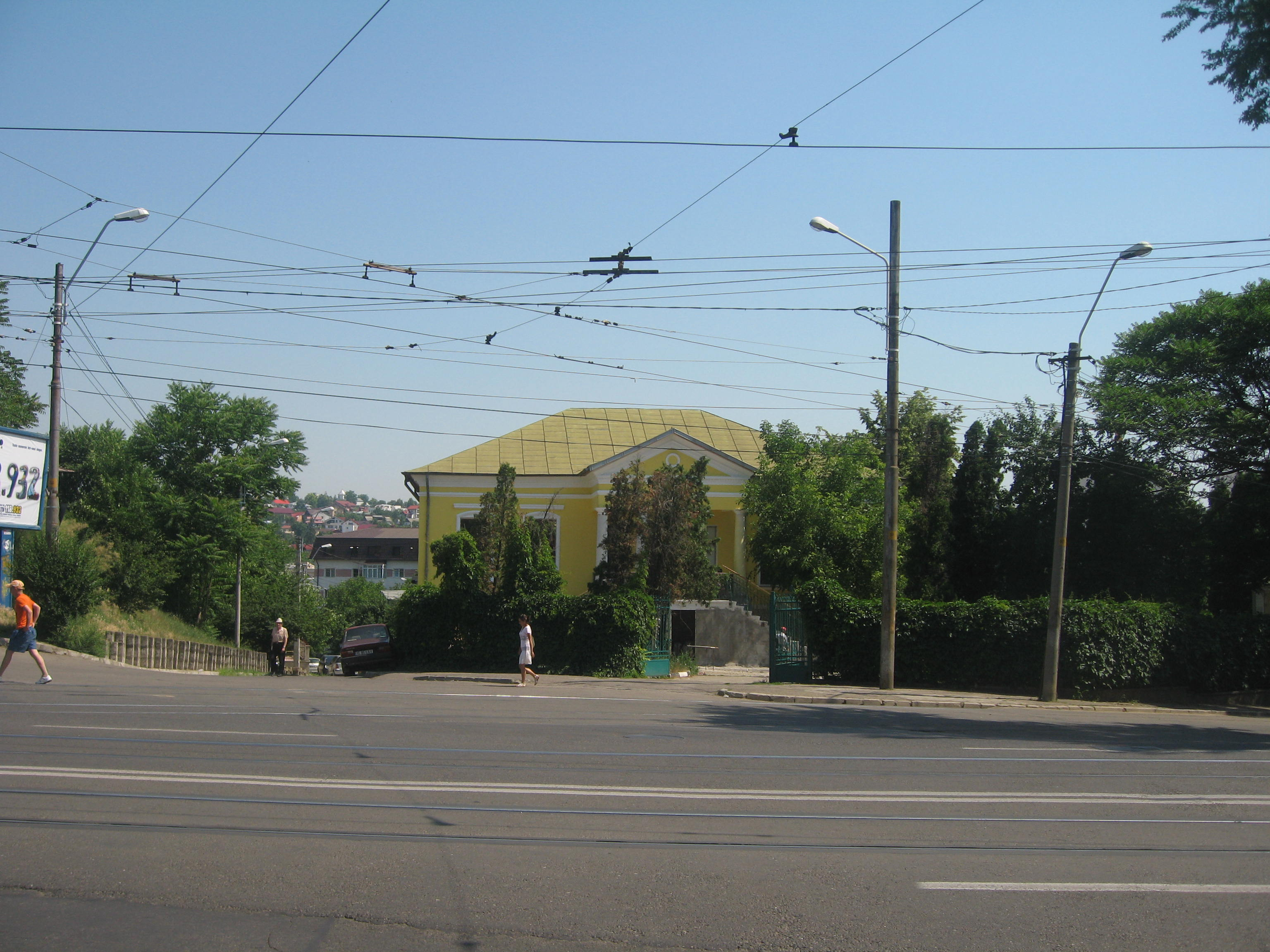
Casa de la cinci drumuri
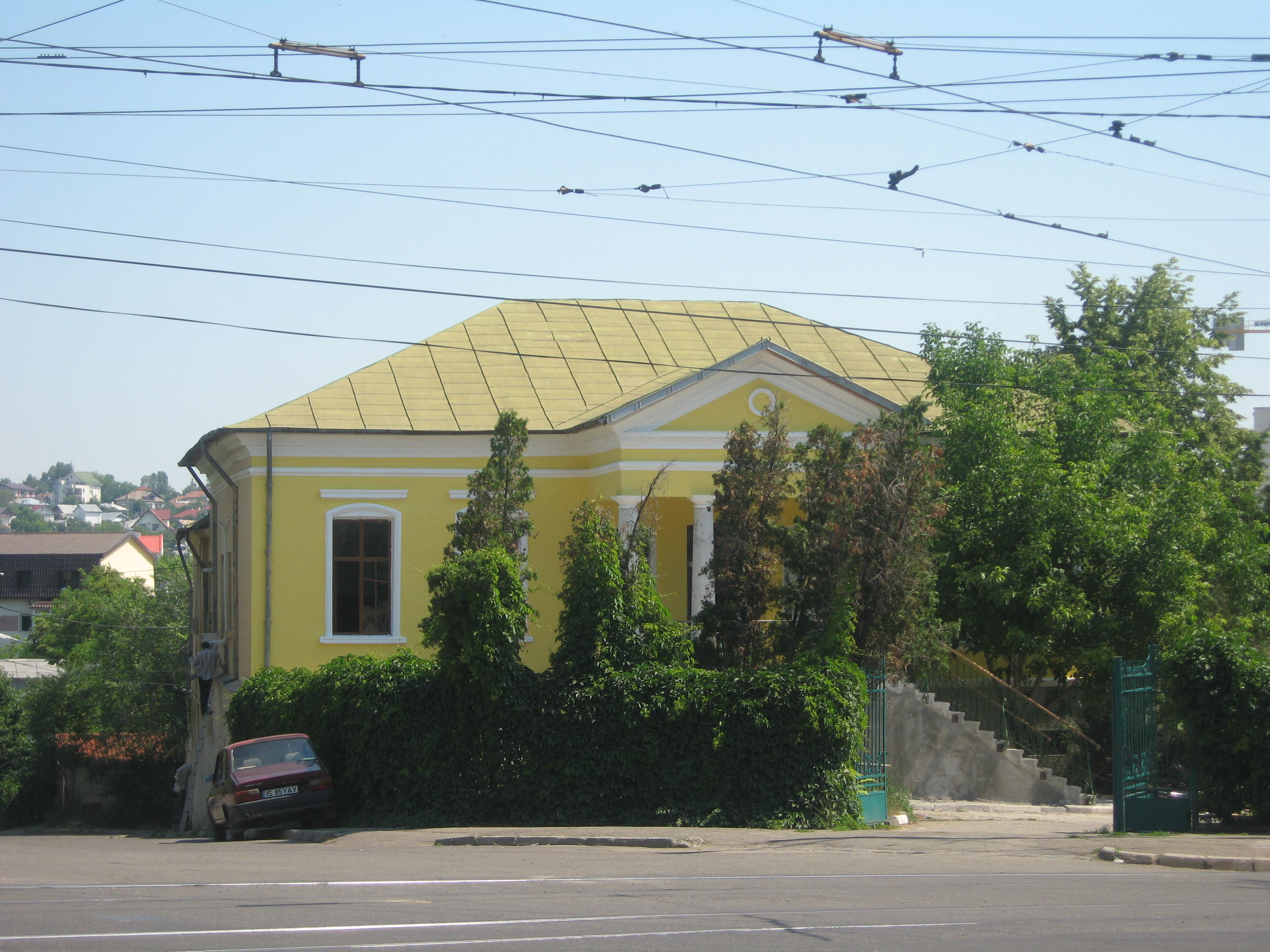
Casa de la cinci drumuri
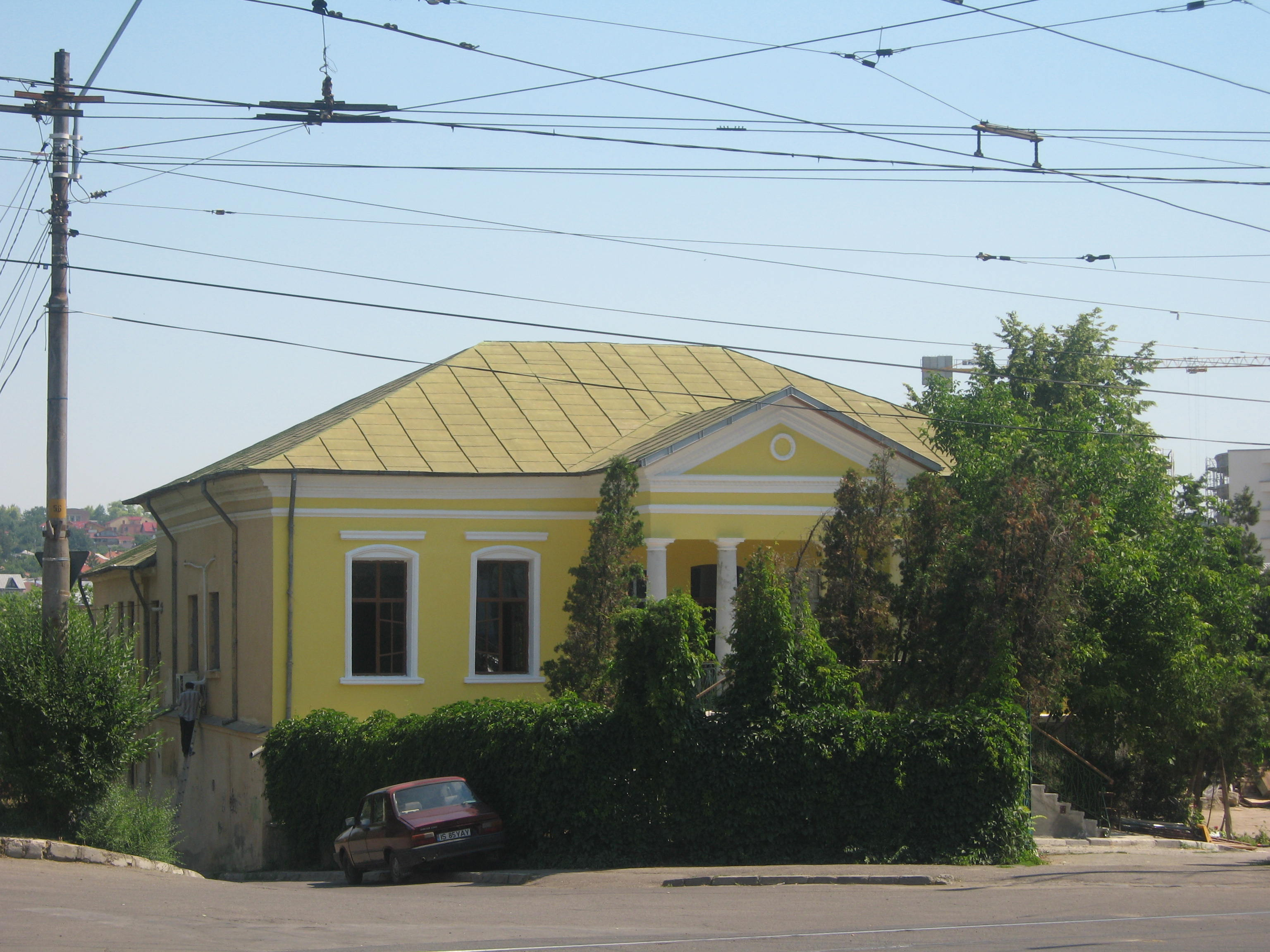
Casa de la cinci drumuri
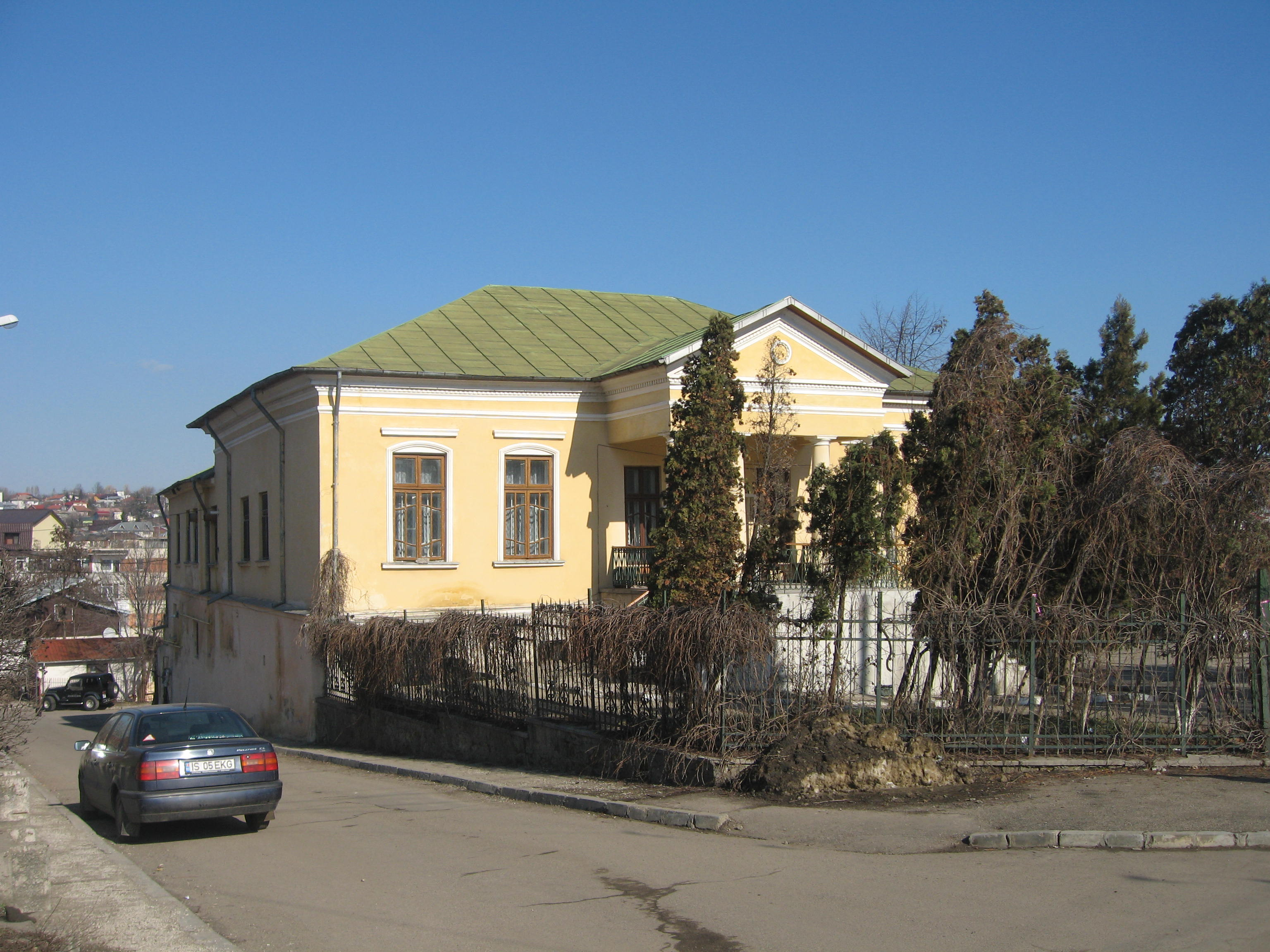
Casa de la cinci drumuri - vedere dinspre est
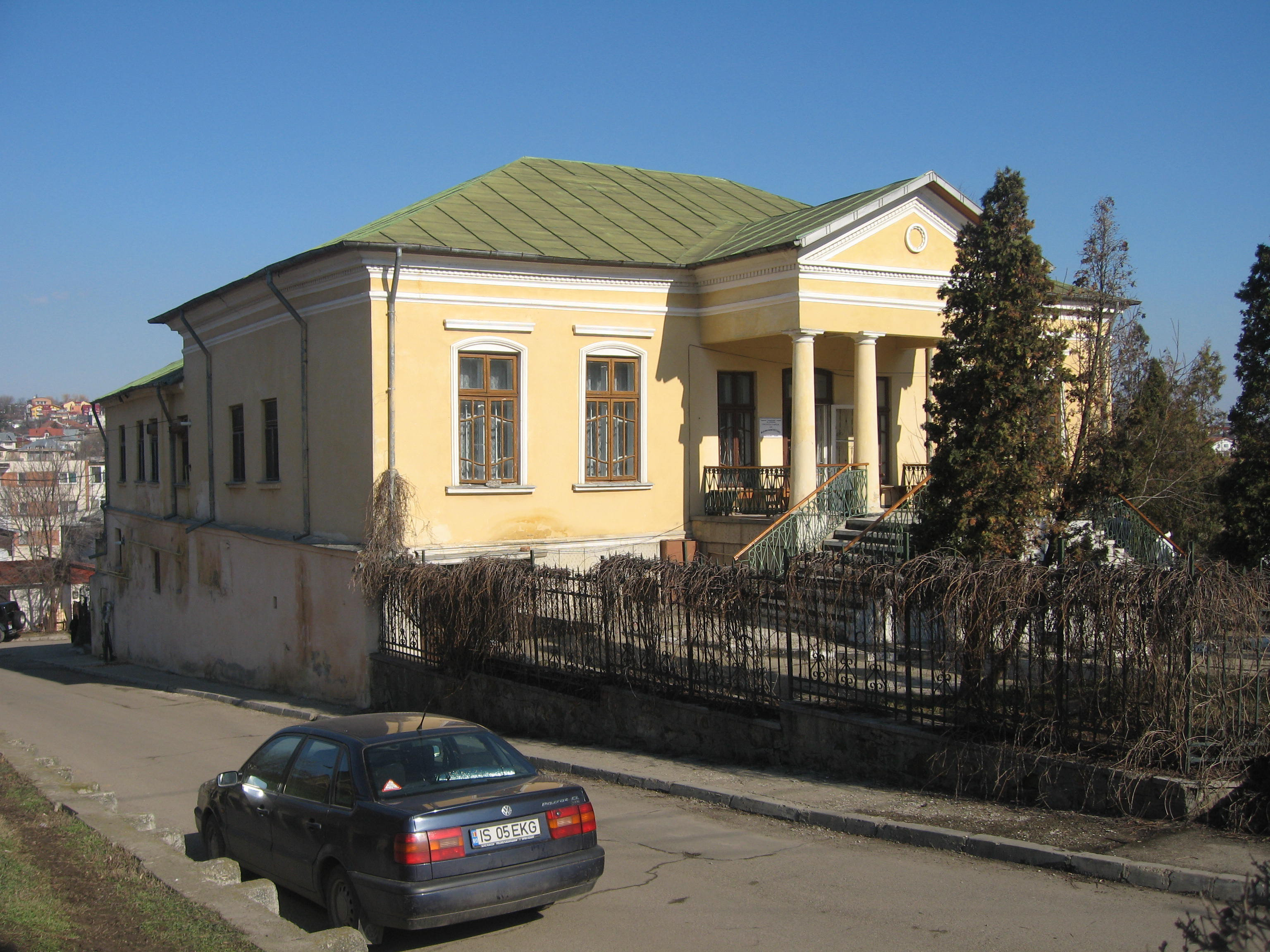
Casa de la cinci drumuri - latura estică
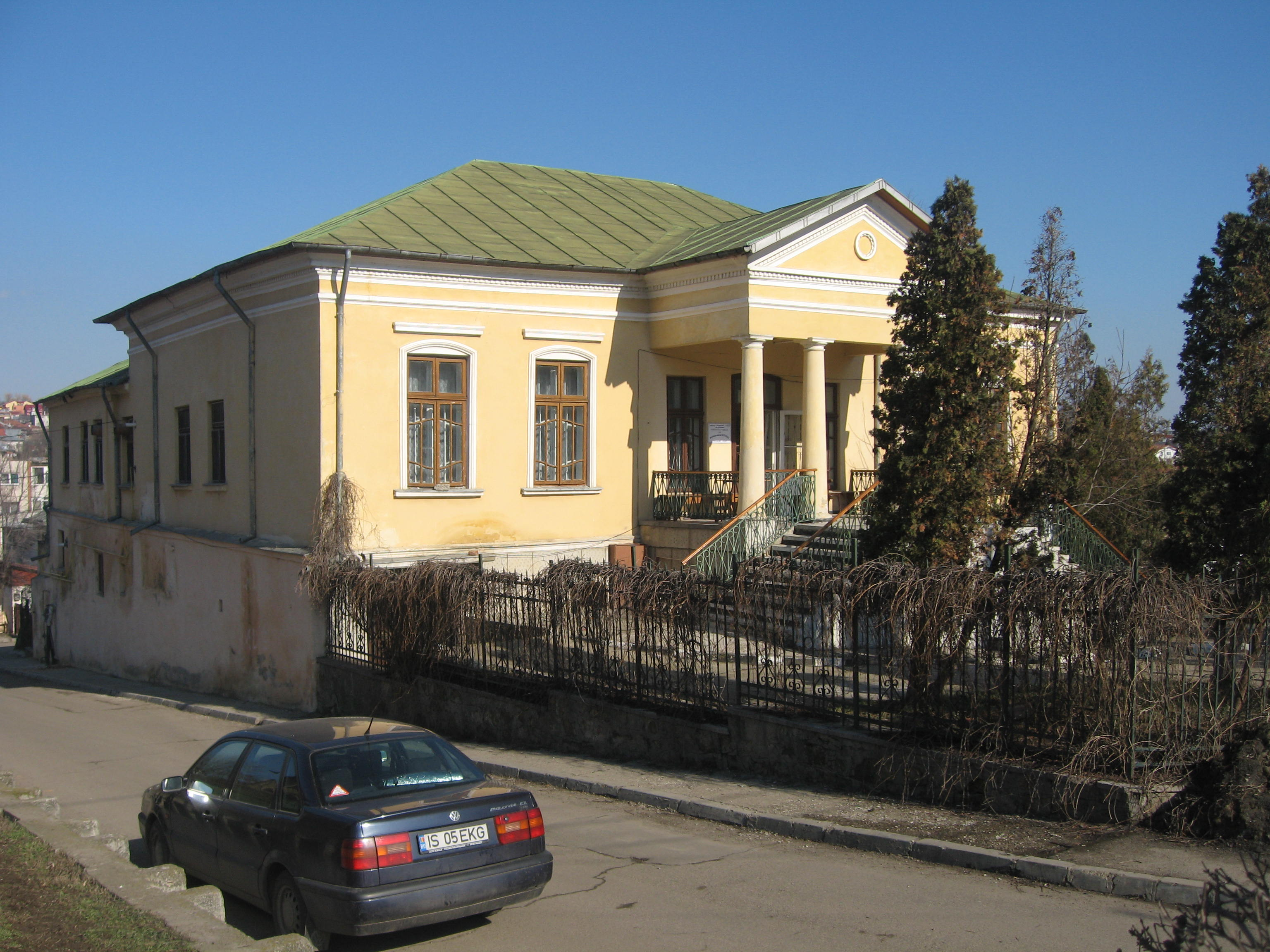
Casa de la cinci drumuri
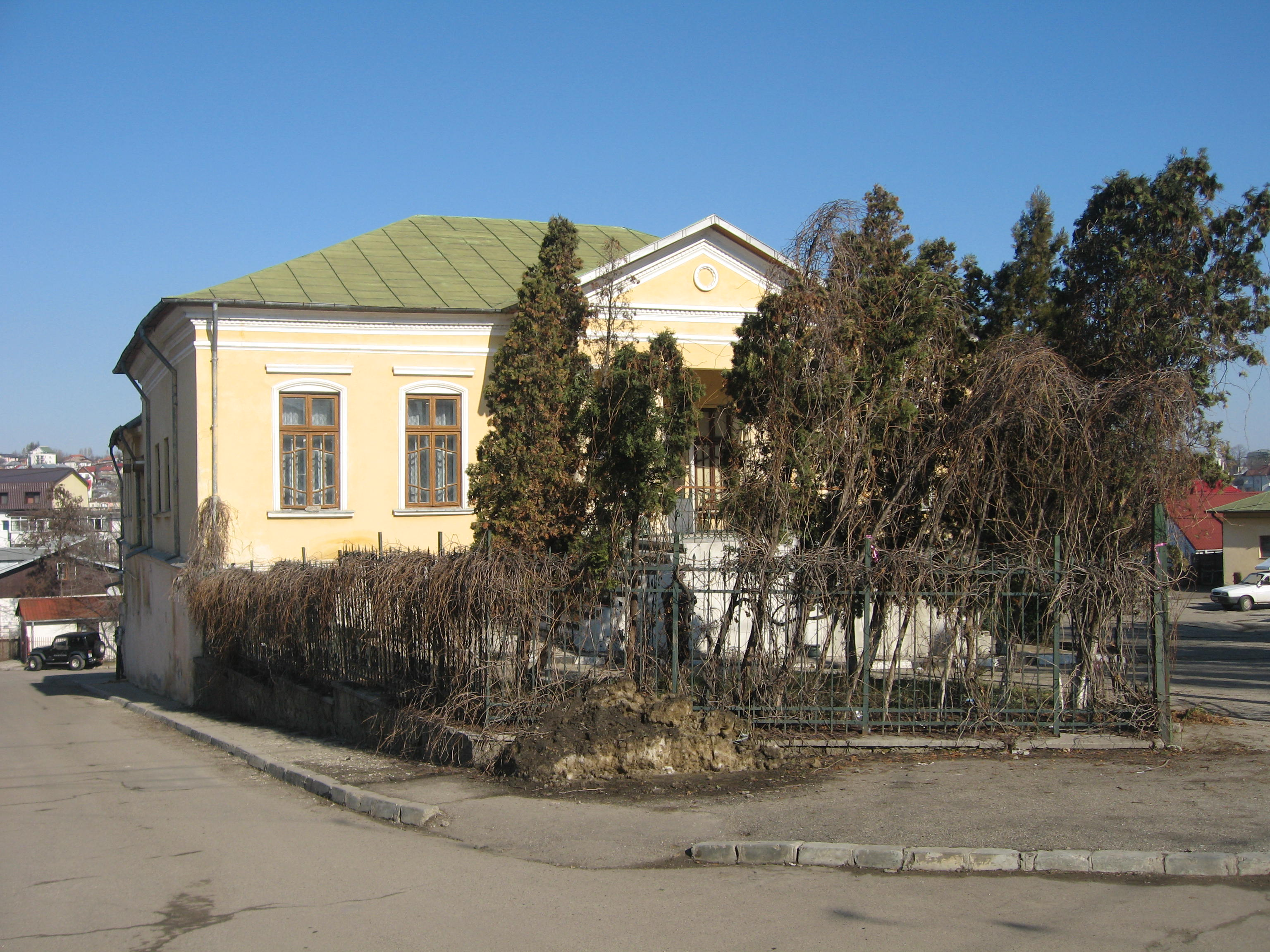
Casa de la cinci drumuri
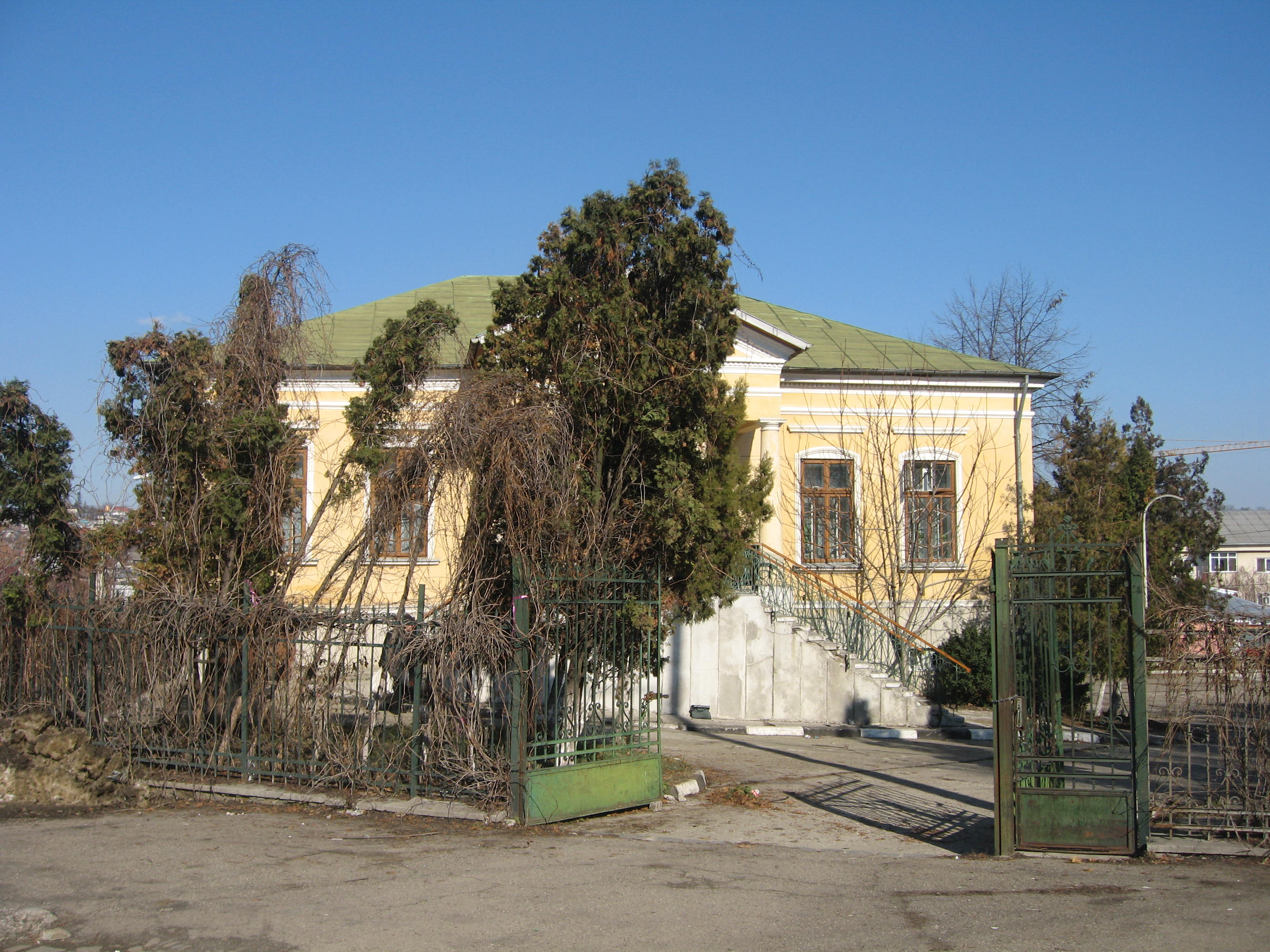
Casa de la cinci drumuri
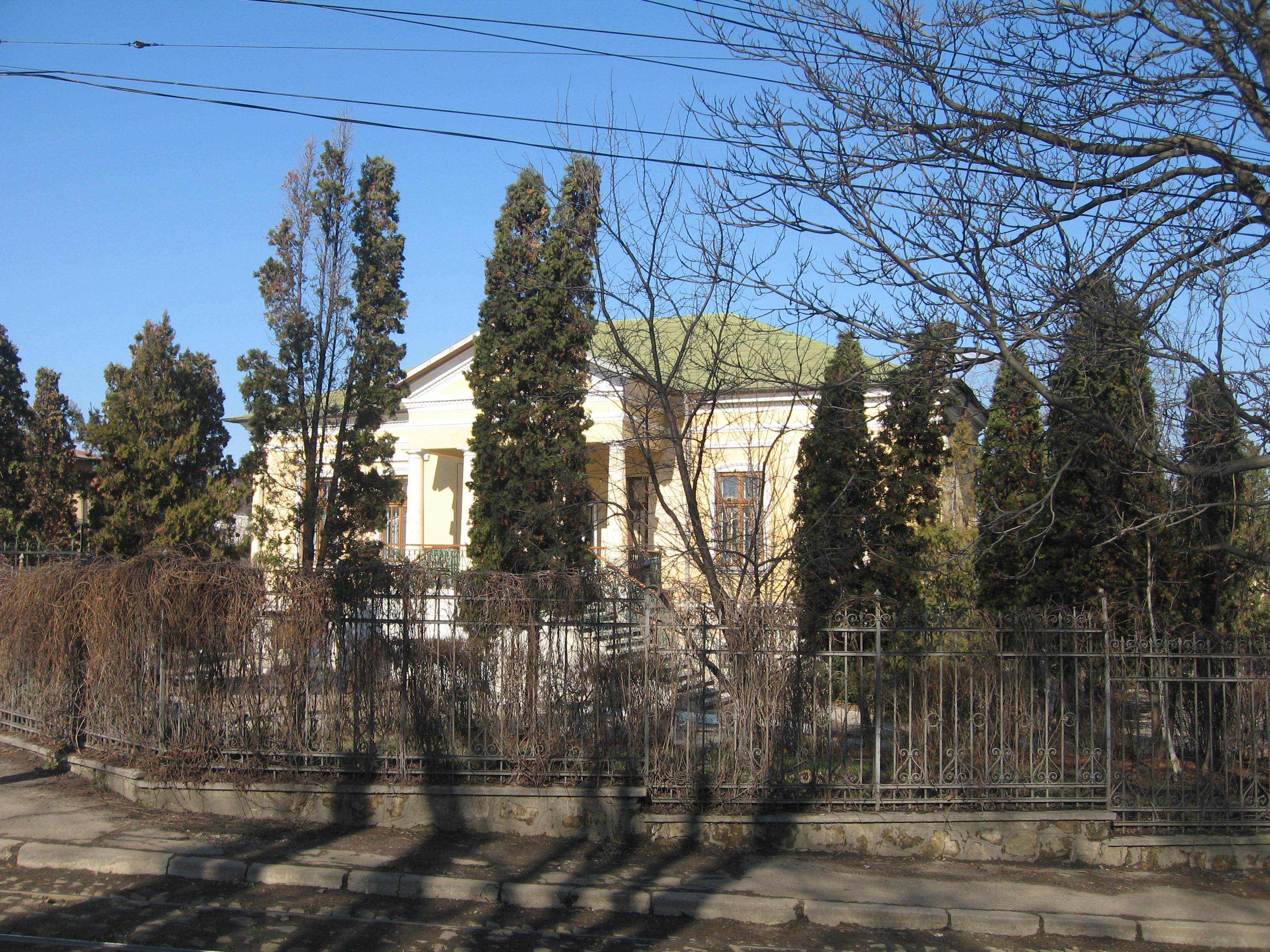
Casa de la cinci drumuri